# Angiospasme
L'angiospasme est une contraction spasmodique inappropriée d'un vaisseau sanguin contractile (artère et artériole).
Il s'accompagne d'une élévation de la tension artérielle. Le terme est synonyme de vasospasme, on parle aussi de syndromes angiospasmodiques ou angiospastiques.

## Circonstances
Cette réaction inappropriée concerne le plus souvent une artère et survient en réaction à des stimulations thermiques, mécaniques ou biochimiques. 
Le processus détaillé de survenue d'un angiospasme est incomplètement connu, il semble associé à une perturbation du mouvement normal des ions potassium, sodium et calcium à travers les parois cellulaires. Ces canaux étant bloqués cela entraîne une défaillance de la régulation du processus de contraction-relaxation dans la paroi de l'artère.
Le contexte est souvent celui d'une hypertension artérielle. Au cours d'une angiographie, le contact mécanique de la sonde avec la paroi d'un vaisseau peut provoquer un spasme transitoire. L'angiospasme cérébral peut aussi survenir dans les suites immédiates d'une hémorragie méningée ou d'une ischémie, il s'agit alors pour le spasme d'arrêter l'hémorragie, mais cette réponse engendre ses propres troubles secondaires,.

## Conséquences morbides
L'angiospasme entraîne une ischémie des tissus en aval, généralement brève et résolutive mais qui se manifeste cliniquement par des symptômes aigus. Par exemple un angiospasme de rétine se traduit par une réduction unilatérale et passagère du champ visuel et un obscurcissement de la vision. Un spasme d'une artère coronaire est à l'origine de l'Angor de Prinzmetal.  Le phénomène de Raynaud est un angiospasme responsable de manifestations douloureuses des pieds et des mains après une exposition au froid,.

## Traitement
Le traitement fait appel aux antispasmodiques vasculaires et, particulièrement, aux inhibiteurs calciques.

## Littérature
Maxime Laignel-Lavastine rapporte dans une communication à la Société française d'histoire de la médecine la description par Voltaire d'un angiospasme dont il fut victime.